# USS Winston S. Churchill (DDG-81)
L’USS Winston S. Churchill (DDG-81) est un destroyer américain de la classe Arleigh Burke. Admis au service actif le 10 mars 2001, il est actuellement en service dans l'United States Navy, faisant partie du Carrier Strike Group 10.
Son coût est évalué à 1 milliard de dollars. Il est nommé d'après le premier ministre britannique Winston Churchill (1874-1965).

## Histoire du service
Il a été construit au chantier naval Bath Iron Works dans le Maine et son port d’attache est la base navale de Norfolk dans l'État de Virginie.
Le 22 août 2005, il est impliqué dans une collision avec le McFaul, aucun blessé n'a été signalé. Les deux navires retournent ensuite à leur port d'attache, la base navale de Norfolk.